# РД-857
РД-857 (Індекс ГРАУ — 15Д12) — радянський рідинний ракетний двигун, розроблений у КБ-4 ОКБ-586 Іваном Івановим (початок робіт — 1963). Двигун призначався для створення тяги і керування польотом другого ступеня 8К94 комбінованої міжконтинентальної бойової ракети 8К99 (РТ-20П) у всіх каналах стабілізації. У зв'язку з припиненням робіт з РТ-20П в серію не пішов, але на його основі розроблений двигун РД-862 (15Д169), який застосовувався на другому ступені ракети МР УР-100 (15А15) (удосконалення стосувалися підвищення надійності та збільшення ресурсу).

## Характеристика
Двигун РД-857 — однокамерний, однорежимний, закритого циклу, одноразового включення з турбонасосного системою подачі компонентів палива (АТ — НДМГ), виконаний за схемою з допалюванням відновного генераторного газу. Управління вектором тяги за каналами тангажа і рискання здійснюється газодинамічним способом, заснованим на вдуві відновного генераторного газу у закритичну (надзвукову) частину сопла камери двигуна. Для управління за каналом крену встановлено чотири реактивні сопла, робоче тіло для яких виробляється в газогенераторі турбонасосного агрегату двигуна.
Робоче тіло турбіни турбонасосного агрегату — відновний газ, що створюється у газогенераторі. Розкрутка турбонасосного агрегату під час запуску здійснюється за рахунок порохового стартера, що працює на пускову турбіну. Управління елементами автоматики — за допомогою піроприводів.

## Джерело
- РД-857 Енциклопедія астронавтики(англ.)